# Fédération des aveugles et handicapés visuels de France
Pour les articles homonymes, voir FAF.
Fondée en 1917, la Fédération des aveugles et handicapés visuels de France, souvent désignée par l'expression « Fédération des aveugles de France » ou encore par le sigle FAF, est une association reconnue d'utilité publique qui œuvre pour l'amélioration des conditions de vie des personnes aveugles ou amblyopes.

## Présentation
Reconnue d’utilité publique depuis 1921, la Fédération des Aveugles de France est une association loi de 1901.
Ses autres missions sont la défense des droits des personnes Aveugles et Amblyopes en France, l’aide à l'insertion des enfants en milieu ordinaire, l'accès à la culture, l'accessibilité numérique, les conseils et diagnostics en accessibilité à la voirie, au cadre bâti et aux transports, la gestion de services et d’établissements, de la petite enfance au troisième âge : SAFEP, SAAAIS, SSR-DV, SAVS, SAMSAH, EHPAD, etc[réf. souhaitée].

## Historique
Elle a ouvert en 2009 son centre de formation « Access Formation » qui dispense notamment des formations qualifiantes et diplômantes pour les professionnels de la rééducation au bénéfice des personnes déficientes visuelles (psychomotriciens, ergothérapeutes, orthoptistes, instructeurs de locomotion, etc)[réf. souhaitée]. Son service emploi accompagne les personnes déficientes visuelles dans leur parcours d'insertion professionnelle, et les entreprises dans leur démarche de recrutement ou de maintien en poste des personnes déficientes visuelles. 
En 2012, l’Institut Randstad et la Fédération des aveugles et handicapés visuels de France lancent le premier guide d’accueil d’une personne déficiente visuelle (Accueillir une personne déficiente visuelle : Guide à l’usage du personnel des hôpitaux et maisons de retraite). Deux autres guides ont été publiés par la suite : Accueillir une personne déficiente visuelle dans un lieu recevant du public et Travailler ensemble, guide du savoir-être avec un collègue déficient visuel.
La Fédération des aveugles de France a inauguré son nouveau siège, au 6 rue Gager-Gabillot à Paris, en présence de Madame Marie-Arlette Carlotti, Ministre déléguée aux Personnes handicapées , le 22 octobre 2013[réf. souhaitée].
En 2017, la Fédération des Aveugles de France a célébré son centenaire en organisant « Les Entretiens des Aveugles de France », qui a eu lieu les 26 et 27 janvier 2017, à l'UNESCO, à Paris[réf. souhaitée].
En octobre 2018, la Fédération des Aveugles de France lance le site savoiraider.org, une plateforme qui a pour objectif de développer des séquences d’informations et de conseils en ligne afin de permettre aux proches de mieux comprendre les conséquences de la cécité et de la malvoyance[réf. souhaitée].

## Actions
- En 2012, l'association illustre son calendrier 2012 par des images en relation avec la campagne présidentielle afin de sensibiliser l'opinion publique[5].
- En 2013, La Fédération lance sa grande campagne de sensibilisation en faveur de l’accès à l’emploi des personnes handicapées visuelles : Embauchez un Aveugle[6].
- En 2014, la Fédération des aveugles et handicapés visuels de France réédite un calendrier sur la thématique : Changez de point de vue : Embauchez un aveugle ![7].
- En 2017, la Fédération s'implique dans la controverse française sur le langage épicène en demandant que les formes contractées (points médians ou autres) ne soient pas utilisées, car peu ou pas lisibles par les lecteurs d'écrans utilisés par ses adhérents[8].